# Карл Мерц
Карл Мерц (нім. Karl Maerz, або März, Mörz, Mörtz; р. нар. і см. невід.) — львівський архітектор кінця XVIII — початку XIX століття. Директор будівельного управління Галицького намісництва. Автор ряду проєктів громадських будівель у стилі пізнього бароко та класицизму. 1784 року розробив проєкти театру, редутової зали (зали для балів) і готелю на площі Каструм, що на місці розібраного Низького замку. Із запланованого збудовано лише редутову залу, а для театру за проєктом Мерца переобладнано костел Святого Хреста ордену францисканців. У 1784–1785 роках за проєктом Мерца було збудовано казино Йогана Гехта із відомою «Іонічною залою». Казино розміщувалось напроти єзуїтського саду (нині парк ім. І. Франка). На місці казино пізніше було зведено будинок Галицького сейму (нині головний корпус Львівського університету). 1799 року розробив проєкт перебудови львівської колегії єзуїтів на приміщення суду.